# A Tale of Two Cities (film 1911)
A Tale of Two Cities è un cortometraggio muto del 1911 diretto da Charles Kent.

## Trama

Titoli di testa

## Produzione
Il film fu prodotto dalla Vitagraph Company of America con la supervisione di J. Stuart Blackton.

## Distribuzione
Distribuito dalla General Film Company, il film uscì nelle sale cinematografiche statunitensi diviso in tre parti: la prima il 21 febbraio, la seconda il 24 febbraio, la terza il 25 febbraio 1911.
Nel 2007, la Grapevine ha pubblicato il film in una versione di 21 minuti, inserito in un'antologia dal titolo Norma Talmadge at Vitagraph (1911-1916), distribuendo il DVD con il sistema NTSC.